# Ann Christy (attrice)
Ann Christy, pseudonimo di Gladys Cronin (Logansport, 31 maggio 1905 – Vernon, 14 novembre 1987), è stata un'attrice statunitense.

## Biografia
Dopo aver studiato nella Logansport High School, andò in California con una zia che aveva conoscenze nell'ambiente del cinema. Superato un provino, ottenne una particina nella commedia di Frank Capra Le sue ultime mutandine (1927), con Harold Lloyd che poi la volle con sé nella commedia A rotta di collo (1928), girata a New York.    
Il grande successo della pellicola e il suo inserimento tra le tredici WAMPAS Baby Stars del 1928 sembrarono essere la premessa di una fruttuosa carriera per Ann Christy, ma non fu così. Dopo un paio di ruoli da protagonista in film come Just Off Broadway e The Lariat Kid, del 1929, la sua attività cinematografica fu confinata ai cortometraggi comici della Universal Pictures, e nel 1932 abbandonò il cinema, dopo aver sposato un uomo d'affari texano.

## Riconoscimenti
- WAMPAS Baby Star nel 1928

## Filmografia parziale

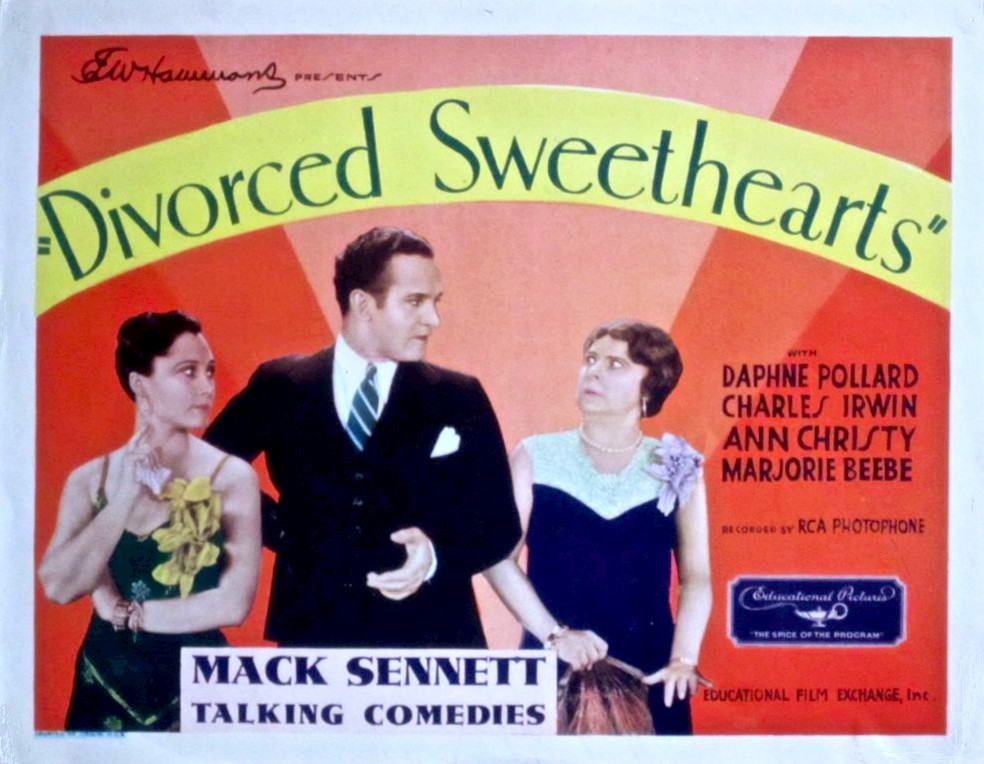
Poster del film Divorced Sweethearts

- Le sue ultime mutandine (1927)
- The Kid Sister (1927)
- A rotta di collo (1928)
- Just Off Broadway (1929)
- The Lariat Kid (1929)
- Steeplechase (1930)
- The Fourth Alarm (1930)
- Divorced Sweethearts (1930)
- Big Hears (1931)
- Dream House (1932)
- Behind Stone Walls (1932)